# Thor Fagerkvist

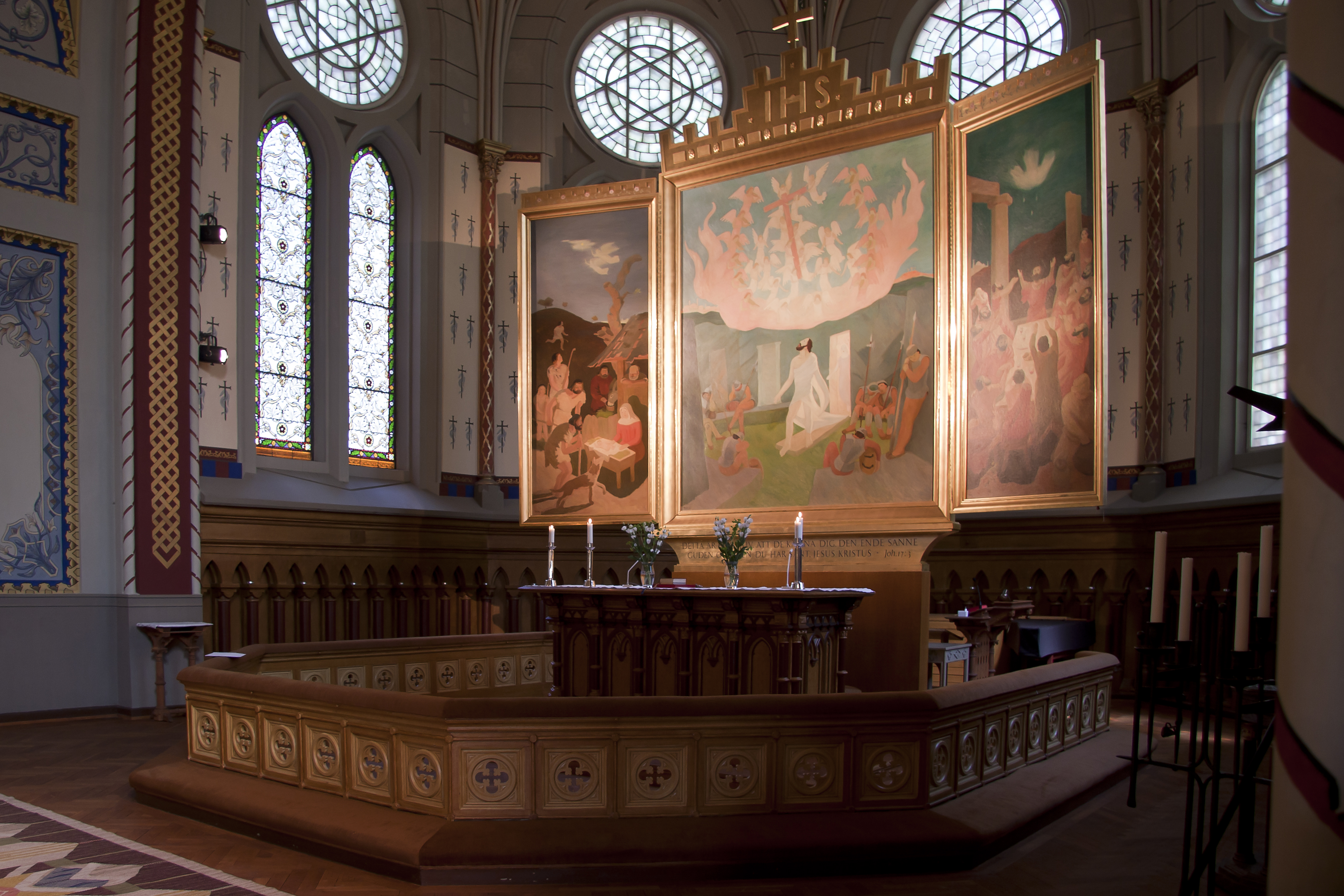
Altartavlan i Örgryte nya kyrka målad av Thor Fagerkvist.

Thor Vilhelm Fagerkvist, född 18 maj 1884 i Fässbergs församling i Mölndal i Göteborgs och Bohus län, död den 23 april 1960 i Dammhyttan i Färnebo församling i Värmlands län, var en svensk målare, tecknare och grafiker.

## Biografi
Fagerkvist växte upp i Kristiania, nuvarande Oslo, och började redan som 14-åring som lärling vid Nationaltheatrets dekorationsatelje. Han tog samtidigt privatlektioner hos målare för att utbilda sig till fri konstnär.
Han hade sin första utställning 1904, men strax därefter, efter faderns bortgång, flyttade han med sin mor och systrar till Persberg i Värmland.
Fagerkvists rika begåvning och intellekt manifesterades i dramatiska figurkompositioner, i vilka bruna och röda färger dominerar, och har rötter både i äldre konst och i Munchs expressionism.
Motiven hämtade han vanligen från bibeln och från den fornnordiska gudasagan. Hans rustikt monumentala konst lämpade sig väl för de olika offentliga uppdrag han anförtroddes. Bland dessa kan nämnas utsmyckning i Flickläroverket i Örebro och flera kyrkor, som altartavla i Stora Kils kyrka, Örgryte nya kyrka, utsmyckningar till Norra Finnskoga kyrka och altarmålning till Degerfors kyrka. Idag ses han genom sina uppriktiga och okonventionella tolkningar av det kristna budskapet som en av 1900-talets främsta kyrkomålare.
I början av 1920-talet bosatte sig Fagerkvist i Dammhyttan på en gård som kallade Godmansro. Genom syskonen Fagerkvist testamente 1948 tillföll all deras egendom Värmlands konstförening att förvalta som en stipendiefond till hjälp för värmländska konstnärer enligt föreningens urval. Fagerkvist finns representerad vid bland annat Göteborgs konstmuseum, Norrköpings konstmuseum och Värmlands Museum.